# Ricabo (Quirós)
Ricabo (Ricao en asturiano y oficialmente) es una parroquia del concejo asturiano de Quirós y un lugar de dicha parroquia. Su templo parroquial está dedicado a San Bartolomé.
La parroquia alberga una población de 77 habitantes y ocupa una extensión de 28,06 km².

## Entidades de población
Según el nomenclátor de 2011, la parroquia está formada por:
- Bueida (lugar): 9 habitantes
- Ricabo (lugar): 68 habitantes